# Barbula fuscoviridis
Barbula fuscoviridis är en bladmossart som beskrevs av Brotherus och Thériot 1921. Barbula fuscoviridis ingår i släktet neonmossor, och familjen Pottiaceae. Inga underarter finns listade i Catalogue of Life.